# 이구아나의 딸
《이구아나의 딸》(イグアナの娘 이구아나노 무스메[*])은 하기오 모토가 창작한 일본의 만화 작품이다. 1996년에 동명의 텔레비전 드라마로 제작되었다.
이 작품은 하기오 모토와 그의 어머니의 관계를 반영한 것으로 하기오는 이 작품을 구상하는 데에 몇 년이 소요되었고, 텔레비전에서 이구아나를 보았을 때 그것과 동질감을 느끼며 "나처럼 인간이 되는 데 실패한 것을 한탄하는 것"처럼 느꼈다고 한다.

## 줄거리
주인공 리카의 어머니는 리카를 못생겼다고 하면서 동생인 마미를 편애한다. 리카도 어머니의 생각과 같이 자신을 이구아나처럼 못생겼다고 생각하지만 어머니가 죽은 후 어머니가 자신과 같이 이구아나처럼 생겼다는 것을 알게 된다.

## 만화
만화는 1992년 5월 쇼가쿠칸의 만화 잡지 《프티 플라워》에 발표되었다. 1994년에 1994년 쇼가쿠칸에서 단행본으로 출간되었으며, 2000년에 문고판으로 출간되었다. 2008년 출간된 하기오 모토 퍼펙트 셀렉션 《반신》에도 수록되어 있다.

## 텔레비전 드라마
텔레비전 드라마는 TV 아사히에서 1996년 4월 15일부터 6월 24일까지 방영되었으며, 각본은 오카다 가즈에가, 감독은 이마이 가즈히사와 다케히코 신조가 담당하였다. 간노 미호, 오카다 요시노리, 고미네 레나, 사토 히토미, 야마구치 고지, 고마쓰 미유키, 이자와 다케시, 에노모토 가나코, 가와시마 나오미, 구사가리 마사오 등이 출연하였다. 2001년에 DVD로 출시되었다.